# Nicolas D’Agostino
Nicolás D’Agostino (ur. 24 listopada 1982 w Argentynie) – argentyński aktor młodego pokolenia, występował w roli Tony’ego, wnuka Rosy, gospodyni Martina Quesady w argentyńskiej telenoweli Jesteś moim życiem.
Występował w spektaklach: Najlepszy kraj na świecie (El mejor país del mundo) w Teatro Maipo, Amanda i Eduardo (Amanda y Eduardo) w Teatro General San Martín, ¿Por qué ciegos?, Pokaz miłości chłopców (El show de los chicos enamorados) i Alan i Leon (Alan y el León).

## Filmografia

### telenowele
- 2006: Jesteś moim życiem (Sos mi vida) jako Tony
- 2005: ½ falta jako Miguel
- 2005: Paraíso Rock jako Vito
- 2004: Sekret Laury (Culpable de este amor) jako Gael
- 2000: Patito feo jak Barcarolli

### filmy kinowe
- 2003: Un Día en el paraíso
- 1997: Dibu: La película